# Pierre Clivaz
Pierre Clivaz, né à Sierre en 1911 et mort dans la même ville le 25 juin 1991, est un missionnaire catholique suisse, d'origine valaisanne, ayant officié de nombreuses années à Nauru, dans le Pacifique.

## Biographie
Clivaz et son collègue de nationalité française, le père Alois Kayser, sont parmi les quelques occidentaux à rester sur place, après l'évacuation des étrangers effectuée par Le Triomphant en février 1942. Sa nationalité suisse lui donne un statut neutre.
Les Japonais débarquent en août. Kayser et Clivaz sont autorisés à continuer leur travail mais réchappent de peu à la décapitation, que subissent les cinq prisonniers australiens, à la suite d'un raid américain particulièrement violent le 21 février 1943. Ils ne doivent leur salut qu'à leurs ouailles, qui les cachent aux Japonais. Ils sont déportés ainsi que plusieurs centaines de Nauruans dans les îles Truk. Les deux prêtres sont sévèrement torturés par les Japonais qui soupçonnent la communauté nauruane de détenir un poste radio. Interrogés et battus en alternance pendant trois heures, ils sont ensuite attachés à des cocotiers et laissés là pendant des heures sous le soleil et sans eau. Kayser décèdera de ces mauvais traitements. 
Clivaz se réfugie alors dans une communauté jésuite, sur l'île d'Udot, jusqu'à la fin de la guerre. Il donnera  un témoignage complet sur les circonstances des actes de torture aux enquêteurs américains. Deux des officiers responsables seront condamnés chacun à cinq ans d'emprisonnement.
Après la guerre, Pierre Clivaz est rapatrié avec le reste des Nauruans à Nauru. Il y poursuit son travail d'évangélisation, et ce, jusqu'à sa retraite en 1973.